# یواس‌اس ایسترن لایت (آی‌دی-۳۵۳۸)
یواس‌اس ایسترن لایت (آی‌دی-۳۵۳۸) (به انگلیسی: USS Eastern Light (ID-3538)) یک کشتی بود که طول آن ۴۲۹ فوت (۱۳۱ متر) بود. این کشتی  در سال ۱۹۱۸ ساخته شد.